# Stopira
Ianique dos Santos Tavares ou Stopira (Praia, 20 de maio de 1988) é um futebolista profissional cabo-verdiano que atua como lateral-esquerdo.

## Carreira
Stopira representou o elenco da Seleção Cabo-Verdiana de Futebol no Campeonato Africano das Nações de 2015.